# Mongoliet i olympiska vinterspelen 2006
Mongoliet deltog med två deltagare vid de olympiska vinterspelen 2006 i Turin. Ingen av landets deltagare erövrade någon medalj.